# Coordenadas horizontales
Las coordenadas horizontales son conjunto un sistema de coordenadas celestes referidas al horizonte del observador y a su vertical.
Para determinar la posición de una estrella en coordenadas horizontales, un observador deberá medir su altura que es la distancia angular desde el horizonte hasta la estrella. En segundo lugar, tendrá que determinar el ángulo que forma la estrella con una dirección que se toma como origen, generalmente el sur (en astronomía) o el norte (navegación) medida sobre el horizonte y en sentido horario. Dicho ángulo se llama acimut.
Estas coordenadas dependen del observador. Es decir que en un mismo momento, un astro se observa bajo coordenadas horizontales diferentes por observadores diferentes situados en puntos diferentes de la Tierra. Esto significa que dichas coordenadas son locales.

## Conceptos fundamentales
Sea C el centro común de las esferas terrestre y celeste (figura 1). Se señala un punto O sobre la superficie terrestre, tal que OC es la vertical de plomada en O. En O se encuentra el observador.
La prolongación de OC corta a la esfera celeste en los puntos Z y Z' , cenit y nadir de O, respectivamente. La línea ZZ'  es la vertical del observador, o simplemente la vertical.
Por C imaginamos un plano perpendicular a ZZ' que corta a la esfera celeste en el círculo máximo SWNE, el horizonte astronómico de O. En lo sucesivo, cuando se hable de horizonte se entenderá siempre horizonte astronómico, salvo precisión contraria.
La prolongación del eje terrestre nos da los puntos P y P' , los polos de la esfera celeste. PP' es el eje del movimiento diurno. La rotación de la Tierra hace que la esfera celeste se mueva aparentemente en torno a dicho eje.
Las proyecciones de P y P' en el horizonte son los puntos N (Norte) y S (Sur), y la perpendicular a la línea NS por C, en el plano del horizonte, nos da el Este E y  Oeste W.
En realidad el observador está en el plano del horizonte. Las coordenadas horizontales son topocéntricas. Esto supone que las medidas que obtenga serán aparentes, por la paralaje diurna y la refracción atmosférica. Según los casos se requerirán las correcciones oportunas, para transformar estas medidas en coordenadas geocéntricas.
La vertical del observador ZZ', su horizonte SWNE y el punto Sur S, son el sistema de referencia de las coordenadas horizontales.

## Más conceptos fundamentales
Imaginemos ahora a la Tierra reducida al punto C en el centro de la esfera celeste (figura 2)
La vertical ZZ' es una línea y determina infinitos planos perpendiculares al del horizonte. Cada uno de esos planos corta a la esfera celeste en los círculos verticales, o simplemente los verticales que pasan siempre por el cenit y el nadir. Es pertinente la matización lingüística: la vertical es siempre la línea ZZ', mientras que el vertical es uno de los círculos verticales.
De los infinitos verticales se destacan dos:
- Meridiano: el vertical PZSZ' que contiene a los polos. Corta al horizonte en los puntos cardinales Norte -N- y Sur -S-. La parte del meridiano que contiene al cenit, Z, es el meridiano superior PZP', y la que contiene al nadir, Z', es el meridiano inferior PZ'P'.

- La intersección del Meridiano con el plano del horizonte es la línea meridiana que corta a la esfera celeste en los puntos cardinales N y S.

- Primer vertical: el vertical ZEZ'W, perpendicular al meridiano, cuya intersección con el horizonte determina los puntos Este -E- y Oeste -W-.

- La intersección del Primer vertical con el plano del horizonte es la línea perpendicular que corta a la esfera celeste en los puntos cardinales E y W.

Las líneas meridiana y perpendicular forman un sistema de referencia perpendicular que apunta a los cuatro puntos cardinales.
La rotación aparente de la esfera celeste de eje PP' hace que los astros surjan por el Este, (en realidad solo salen por el este si su declinación es cero) se eleven y alcancen su máxima elevación en el meridiano superior (culminación), para después descender y ponerse por el Oeste (ocaso). Siguen su camino por debajo del horizonte y no se ven hasta que al día siguiente en que amanecen de nuevo (orto).
El intervalo de tiempo entre dos culminaciones sucesivas, o pasos por el meridiano es el día sidéreo, 3 minutos y 55,9 segundos más corto que el día solar medio.

## El acimut y la altura
Sea X un astro de la esfera celeste, CX su dirección, y CX' la proyección de esta en el plano del horizonte (figura 2). Definimos: 
- altura de X (h o a) es el ángulo XCX', es decir el ángulo formado por su dirección y el horizonte. También podemos considerar a la altura como el arco XX'.

La altura es positiva sobre el horizonte, y negativa por debajo de él, en cuyo caso se llama también depresión. Así la altura del cenit vale 90°, y la depresión del nadir es de -90°.
- Acimut referido al sur de X (A) es el ángulo SCX', es decir el ángulo formado por CX' y la dirección Sur.

El acimut, referido al punto Sur como se definía antiguamente, era positivo en el sentido SWNE, el movimiento aparente de la bóveda celeste. Un acimut mayor de 180° puede tomarse en sentido contrario pero con valor negativo. Por ejemplo, el punto Oeste, W, tenía un acimut de 90°, y el punto Este, E, lo tenía bien de 270°, bien de -90°.
Ese criterio referido al sur es el que se empleaba antiguamente en astronomía, ahora según define la Unión Astronómica Internacional, se toma como referencia el Norte en sentido NESW 
La altura y el acimut son las coordenadas horizontales de X.
Téngase bien presente que altura es un ángulo o un arco, y no una distancia lineal. Para evitar la ambigüedad en ocasiones se la llama elevación.

## Distancia cenital
El ángulo ZCX es la distancia cenital de X, su distancia angular al cenit, denotada por z. Evidentemente:
z + h = 90°

La distancia angular del polo al horizonte es la altura del polo, ángulo PCN para el Hemisferio Norte, y P'CS para el Hemisferio Sur, es la latitud, que se denota con {\displaystyle \varphi } —letra griega phi, léase fí— del lugar dónde se encuentra el observador O.
Todas aquellas estrellas cuya distancia al polo sea menor o igual que dicha latitud no están nunca debajo del horizonte, de modo que no se ponen: son las estrellas circumpolares para O. Sus trayectorias son círculos concéntricos a los polos. Como casos extremos comparemos lo que sucede en el Ecuador terrestre y en los polos:
- En el Ecuador, dónde {\displaystyle \varphi }= 0º,  ninguna estrella sobre el horizonte es circumpolar, y nacen y se ponen perpendicularmente al horizonte. El polo está en el horizonte.

- En los polos, donde {\displaystyle \varphi }= 90° o -90°, todas las estrellas sobre el horizonte son circumpolares, no nacen ni se ponen. El polo está en el cenit.

El complementario de la latitud es la colatitud o distancia cenital del polo. Se dará la siguiente relación: 
{\displaystyle \varphi } + colatitud = 90°

## Medición de alturas

### Paralaje diurna
La altura h de un astro se ha de medir respecto al horizonte astronómico del observador, pero este la toma desde su horizonte aparente, en el punto O, y lo que realmente obtiene es la altura aparente del astro. Surge el fenómeno de la paralaje (Figura 3)
Desde O el astro B se ve en N, mientras que desde C se vería en T, más alto que N. La estrella cambia de posición según la dirección del observador. Esto es la paralaje diurna o de altura.
Paralaje diurna es el ángulo formado por las direcciones topocéntrica y geocéntrica de un astro. En la figura 3, y para B:
- Dirección topocéntrica ON: dirección desde el lugar que se ocupa.
- Dirección geocéntrica CT: dirección desde el centro de la Tierra.

Cuando el astro se encuentra en el horizonte aparente del observador, resulta la paralaje horizontal. Tal es el caso del objeto A cuya paralaje horizontal es el ángulo LAM = CAO.
La paralaje diurna disminuye con la elevación sobre el horizonte, y con la distancia del objeto observado:
- Con la elevación: compárese B con A. La paralaje NBT de B es menor que la paralaje LAM de A. A mayor elevación menor paralaje. En el cenit la paralaje es nula.

- Con la distancia del objeto observado: compárese B y B'. Ambos tienen la misma elevación (igual dirección geocéntrica), pero están a distintas distancias de la Tierra. La paralaje SB'T de B' (más lejano) es claramente menor que la paralaje NBT de B (el más cercano). A mayor distancia menor paralaje.

Las distancias en el espacio son inmensamente grandes, y por eso las paralajes diurnas son despreciables en la mayoría de los casos. En distancias muy pequeñas como las del sistema solar, son de consideración, pero nada más. La Luna tiene una paralaje que supera el grado -61' 50"-, cantidad muy importante que no se puede obviar. Para el Sol es de unos 9" escasos. Pero para Próxima Centauri a solo 4,2 años luz la paralaje es del orden de la cienmilésima de segundo, y eso siendo la estrella más próxima a nosotros. La paralaje diurna de una estrella es prácticamente nula.
La paralaje se denota con {\displaystyle \pi } —letra griega pi, Léase pí—.
Para una paralaje significativa se tendrá:
hreal = haparente + {\displaystyle \pi }

### La refracción
En lo que respecta a la refracción atmosférica la cosa es distinta porque si bien disminuye con la altura al igual que la paralaje, en cambio no se reduce su efecto por la distancia del objeto observado, por grande que sea. La refracción sí habrá que tenerla casi siempre en cuenta al hacer mediciones que requieran precisión.
La figura 4 muestra un típico caso de refracción. Durante el ocaso, cuando el limbo inferior del Sol (*) toca el horizonte del mar realmente ya no está allí. Lo que estamos viendo es su imagen refractada en S', y la estrella ya está completamente bajo nuestro horizonte, en S.
El efecto de la refracción R sobre la altura de un astro es opuesto al efecto que producía la paralaje: esta hace que la altura aparente sea menor que la real, la refracción hace que la altura aparente sea mayor que la real, eleva al astro, de modo que se dará la relación:
hreal = haparente - R
La refracción es máxima en el horizonte, y nula en el cenit, al igual que la paralaje. A una altura de 0° vale 33' 48". A 10° de altura ya se reduce a 5' 13". Entre los 40° y 50° vale 1', y a partir de los 80° está por debajo de los 10".
(*)  El limbo inferior del Sol es su borde inferior visto desde la Tierra 